# Darlington Nagbe
Darlington Joephillip Nagbe (Monrovia, 19 juli 1990) is een Amerikaans voetballer die doorgaans speelt als middenvelder. In november 2019 verruilde hij Atlanta United voor Columbus Crew. Nagbe maakte in 2015 zijn debuut in het voetbalelftal van de Verenigde Staten.

## Clubcarrière
Nagbe werd geboren in Liberia en verhuisde toen hij vijf maanden oud was naar achtereenvolgens Frankrijk, Zwitserland en Griekenland alvorens zijn ouders zich vestigden in de Verenigde Staten. Daar speelde hij voetbal voor de Universiteit van Akron. In 2011 werd Nagbe door Portland Timbers gekozen in de MLS SuperDraft. De middenvelder maakte zijn debuut op 3 april 2011, toen met 1–1 gelijkgespeeld werd tegen New England Revolution. Na vijfenzestig minuten mocht hij van coach John Spencer invallen ten faveure van Jeremy Hall.
Zijn eerste doelpunt volgde op 3 juli van datzelfde jaar, in eigen huis tegen Sporting Kansas City. C. J. Sapong opende de score voor de bezoekers en Aurélien Collin verdubbelde die voorsprong. Nagbe, die van Spencer in de basis mocht starten, tekende net voor rust voor de 1–2 maar daar bleef het bij. Dit doelpunt zou later verkozen worden tot doelpunt van het seizoen. In 2015 werd Portland Timbers voor de eerste maal kampioen. Nagbe scoorde dat jaar vijf keer in negenendertig wedstrijden.
Eind 2017 werd Nagbe overgenomen door Atlanta United. Twee seizoenen en een landstitel later verliet Nagbe de club om voor Columbus Crew te gaan spelen. In oktober 2022 werd zijn verbintenis opengebroken en met een jaar verlengd, tot het einde van het kalenderjaar erna. In november 2023 kwam er nog eens twee jaar bij dit contract.

## Clubstatistieken
| Seizoen | Club             | Competitie          | Competitie | Competitie | Beker | Beker | Internationaal | Internationaal | Totaal | Totaal |
| Seizoen | Club             | Competitie          | Wed.       | Dlp.       | Wed.  | Dlp.  | Wed.           | Dlp.           | Wed.   | Dlp.   |
| ------- | ---------------- | ------------------- | ---------- | ---------- | ----- | ----- | -------------- | -------------- | ------ | ------ |
| 2011    | Portland Timbers | Major League Soccer | 28         | 2          | 0     | 0     | —              | —              | 28     | 2      |
| 2012    | Portland Timbers | Major League Soccer | 33         | 6          | 1     | 0     | —              | —              | 34     | 6      |
| 2013    | Portland Timbers | Major League Soccer | 38         | 10         | 4     | 1     | —              | —              | 42     | 11     |
| 2014    | Portland Timbers | Major League Soccer | 32         | 1          | 1     | 1     | 2              | 0              | 35     | 2      |
| 2015    | Portland Timbers | Major League Soccer | 39         | 5          | 1     | 0     | —              | —              | 40     | 5      |
| 2016    | Portland Timbers | Major League Soccer | 27         | 1          | 1     | 0     | 3              | 1              | 31     | 2      |
| 2017    | Portland Timbers | Major League Soccer | 29         | 3          | 0     | 0     | —              | —              | 29     | 3      |
| 2018    | Atlanta United   | Major League Soccer | 28         | 0          | 0     | 0     | —              | —              | 28     | 0      |
| 2019    | Atlanta United   | Major League Soccer | 36         | 2          | 5     | 0     | 5              | 0              | 46     | 2      |
| 2020    | Columbus Crew    | Major League Soccer | 19         | 2          | 0     | 0     | —              | —              | 19     | 2      |
| 2021    | Columbus Crew    | Major League Soccer | 33         | 2          | 0     | 0     | 4              | 0              | 37     | 2      |
| 2022    | Columbus Crew    | Major League Soccer | 34         | 3          | 0     | 0     | —              | —              | 34     | 3      |
| 2023    | Columbus Crew    | Major League Soccer | 40         | 4          | 1     | 0     | 3              | 0              | 44     | 4      |
| 2024    | Columbus Crew    | Major League Soccer | 31         | 0          | 0     | 0     | 13             | 0              | 44     | 0      |
| 2025    | Columbus Crew    | Major League Soccer | 7          | 0          | 0     | 0     | 2              | 0              | 9      | 0      |
| Totaal  | Totaal           | Totaal              | 454        | 41         | 14    | 2     | 32             | 1              | 500    | 44     |

Bijgewerkt op 18 april 2025.

## Interlandcarrière
Nagbe maakte zijn debuut in het voetbalelftal van de Verenigde Staten op 14 november 2015, toen met 6–1 gewonnen werd van Saint Vincent en de Grenadines. Oalex Anderson zette dat land nog op voorsprong, maar door twee doelpunten van Jozy Altidore en een van Bobby Wood, Fabian Johnson, Geoff Cameron en Gyasi Zardes wonnen de Amerikanen toch. Nagbe mocht van bondscoach Jürgen Klinsmann in de vierenzestigste minuut invallen voor Johnson. De verdediger speelde op 26 mei 2016 zijn zesde interland voor de Verenigde Staten. Hij mocht tegen Ecuador in de rust invallen voor Kyle Beckerman en op aangeven van Wood opende hij in de laatste minuten van de wedstrijd de score. Bij dat doelpunt zou het ook blijven. Met de Verenigde Staten nam Nagbe in juni 2016 deel aan de Copa América Centenario. De VS werden vierde na zowel in de halve finale van Argentinië te verliezen als van Colombia in de strijd om de derde plaats. Zijn toenmalige teamgenoot Jermaine Taylor (Jamaica) deed ook mee aan het toernooi.
| Interlands van Darlington Nagbe voor Verenigde Staten | Interlands van Darlington Nagbe voor Verenigde Staten | Interlands van Darlington Nagbe voor Verenigde Staten | Interlands van Darlington Nagbe voor Verenigde Staten | Interlands van Darlington Nagbe voor Verenigde Staten | Interlands van Darlington Nagbe voor Verenigde Staten | Interlands van Darlington Nagbe voor Verenigde Staten |
| №                                                     | Datum                                                 | Wedstrijd                                             | Uitslag                                               | Competitie                                            | Goals                                                 |                                                       |
| Als speler bij Portland Timbers                       | Als speler bij Portland Timbers                       | Als speler bij Portland Timbers                       | Als speler bij Portland Timbers                       | Als speler bij Portland Timbers                       | Als speler bij Portland Timbers                       | Als speler bij Portland Timbers                       |
| ----------------------------------------------------- | ----------------------------------------------------- | ----------------------------------------------------- | ----------------------------------------------------- | ----------------------------------------------------- | ----------------------------------------------------- | ----------------------------------------------------- |
| 1                                                     | 14 november 2015                                      | Verenigde Staten – Saint Vincent en de Grenadines     | 6 – 1                                                 | WK 2018 kwalificatie                                  |                                                       |                                                       |
| 2                                                     | 18 november 2015                                      | Trinidad en Tobago – Verenigde Staten                 | 0 – 0                                                 | WK 2018 kwalificatie                                  |                                                       |                                                       |
| 3                                                     | 31 januari 2016                                       | Verenigde Staten – IJsland                            | 3 – 2                                                 | Vriendschappelijk                                     |                                                       |                                                       |
| 4                                                     | 6 februari 2016                                       | Verenigde Staten – Canada                             | 1 – 0                                                 | Vriendschappelijk                                     |                                                       |                                                       |
| 5                                                     | 26 maart 2016                                         | Guatemala – Verenigde Staten                          | 2 – 0                                                 | WK 2018 kwalificatie                                  |                                                       |                                                       |
| 6                                                     | 26 mei 2016                                           | Verenigde Staten – Ecuador                            | 1 – 0                                                 | Vriendschappelijk                                     | 90'                                                   |                                                       |
| 7                                                     | 29 mei 2016                                           | Verenigde Staten – Bolivia                            | 4 – 0                                                 | Vriendschappelijk                                     |                                                       |                                                       |
| 8                                                     | 4 juni 2016                                           | Verenigde Staten – Colombia                           | 0 – 2                                                 | Copa América 2016                                     |                                                       |                                                       |
| 9                                                     | 4 juni 2016                                           | Verenigde Staten – Argentinië                         | 0 – 4                                                 | Copa América 2016                                     |                                                       |                                                       |
| 10                                                    | 4 juni 2016                                           | Verenigde Staten – Colombia                           | 0 – 1                                                 | Copa América 2016                                     |                                                       |                                                       |
| 11                                                    | 29 januari 2017                                       | Verenigde Staten – Servië                             | 0 – 0                                                 | Vriendschappelijk                                     |                                                       |                                                       |
| 12                                                    | 4 februari 2017                                       | Verenigde Staten – Jamaica                            | 1 – 0                                                 | Vriendschappelijk                                     |                                                       |                                                       |
| 13                                                    | 25 maart 2017                                         | Verenigde Staten – Honduras                           | 6 – 0                                                 | WK 2018 kwalificatie                                  |                                                       |                                                       |
| 14                                                    | 29 maart 2017                                         | Panama – Verenigde Staten                             | 1 – 1                                                 | WK 2018 kwalificatie                                  |                                                       |                                                       |
| 15                                                    | 3 juni 2017                                           | Verenigde Staten – Venezuela                          | 1 – 1                                                 | Vriendschappelijk                                     |                                                       |                                                       |
| 16                                                    | 8 juni 2017                                           | Verenigde Staten – Trinidad en Tobago                 | 2 – 0                                                 | WK 2018 kwalificatie                                  |                                                       |                                                       |
| 17                                                    | 11 juni 2017                                          | Mexico – Verenigde Staten                             | 1 – 1                                                 | WK 2018 kwalificatie                                  |                                                       |                                                       |
| 18                                                    | 19 juli 2017                                          | Verenigde Staten – El Salvador                        | 2 – 0                                                 | Gold Cup 2017                                         |                                                       |                                                       |
| 19                                                    | 22 juli 2017                                          | Verenigde Staten – Costa Rica                         | 2 – 0                                                 | Gold Cup 2017                                         |                                                       |                                                       |
| 20                                                    | 26 juli 2017                                          | Verenigde Staten – Jamaica                            | 2 – 1                                                 | Gold Cup 2017                                         |                                                       |                                                       |
| 21                                                    | 1 september 2017                                      | Verenigde Staten – Costa Rica                         | 0 – 2                                                 | WK 2018 kwalificatie                                  |                                                       |                                                       |
| 22                                                    | 5 september 2017                                      | Honduras – Verenigde Staten                           | 1 – 1                                                 | WK 2018 kwalificatie                                  |                                                       |                                                       |
| 23                                                    | 6 oktober 2017                                        | Verenigde Staten – Panama                             | 4 – 0                                                 | WK 2018 kwalificatie                                  |                                                       |                                                       |
| 24                                                    | 10 oktober 2017                                       | Trinidad en Tobago – Verenigde Staten                 | 2 – 1                                                 | WK 2018 kwalificatie                                  |                                                       |                                                       |
| Als speler bij Atlanta United                         |                                                       |                                                       |                                                       |                                                       |                                                       |                                                       |
| 25                                                    | 27 maart 2018                                         | Verenigde Staten – Paraguay                           | 1 – 0                                                 | Vriendschappelijk                                     |                                                       |                                                       |

Bijgewerkt op 18 april 2025.

## Erelijst
| Competitie          |                  |                  |                  |                  |
| Competitie          | Aantal           | Jaren            |                  |                  |
| Portland Timbers    | Portland Timbers | Portland Timbers | Portland Timbers | Portland Timbers |
| ------------------- | ---------------- | ---------------- | ---------------- | ---------------- |
| Major League Soccer | 1                | 2015             |                  |                  |
| Atlanta United      |                  |                  |                  |                  |
| Major League Soccer | 1                | 2018             |                  |                  |
| US Open Cup         | 1                | 2019             |                  |                  |
| Columbus Crew       |                  |                  |                  |                  |
| Major League Soccer | 1                | 2020             |                  |                  |
| Verenigde Staten    |                  |                  |                  |                  |
| Gold Cup            | 1                | 2017             |                  |                  |